# Parasenecio hastatus
Parasenecio hastatus là một loài thực vật có hoa trong họ Cúc. Loài này được (L.) H.Koyama mô tả khoa học đầu tiên năm 1995.